# Eitel-Friedrich von Rabenau

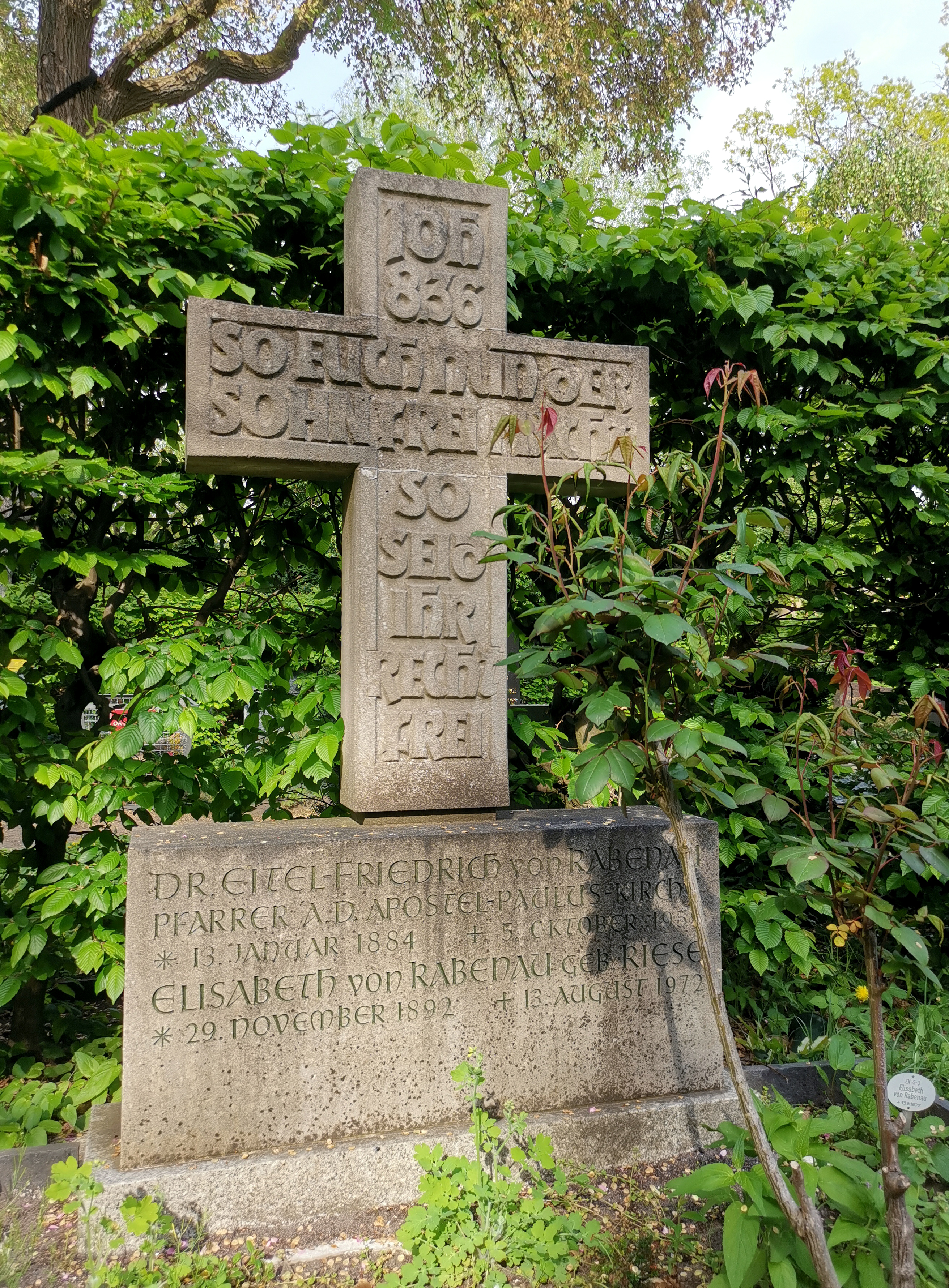
Familiengrab auf dem Evangelischen Kirchhof Alt-Schöneberg in Berlin

Eitel-Friedrich Karl Balthasar von Rabenau (* 13. Januar 1884 in Schweidnitz; † 5. Oktober 1959 in Berlin) war ein deutscher evangelischer Theologe und langjähriger Pastor der altpreußischen unierten Kirche und der Evangelischen Kirche in Berlin-Brandenburg. Seine Wirkungsstätten waren dabei unter anderem die Immanuelkirche in Jaffa (1912 bis 1917) und die Apostel-Paulus-Kirche in Berlin-Schöneberg (1925 bis 1954). Während des nationalsozialistischen Kirchenkampfes war er ein führender Vertreter der oppositionellen Bekennenden Kirche.

## Kindheit und Ausbildung
Rabenau kam als zweites von vier Kindern des Juristen und königlich preußischen Staatsanwalts Paul Friedrich von Rabenau (1853–1890) und seiner Frau Clara Louise (geb. Heinemann; 1858–1937) zur Welt. Zu seinen Geschwistern waren die Marineoffiziere Hellmuth von Rabenau und Paul Reinhart von Rabenau (1888–1937). Die von Rabenaus stammten aus Sachsen, die mütterlichen Vorfahren waren Handwerker und Kaufleute in Schlesien. Seine Kinderjahre verbrachte Rabenau in Schweidnitz, Görlitz, Oppeln und Dresden. Einige Zeit nach dem Tod des Vaters zog die Mutter mit den Kindern nach Naumburg an der Saale. Rabenau besuchte die Mochmannsche Lehr- und Erziehungsanstalt, später das Vitzthumsche Gymnasium in Dresden und zuletzt das Domgymnasium Naumburg, wo er 1902 das Abitur ablegte.
Im Jahre 1899 wurde Rabenau durch den Ersten Domprediger und Superintendenten Wilhelm Albrecht Zschimmer (1845–1907) konfirmiert. Bevor Zschimmer im April 1889 das Amt am Naumburger Dom angetreten hatte, hatte er als Auslandspastor verschiedenen evangelischen Gemeinden gedient, unter anderem der smyrniotischen zwischen 1875 und 1878, worüber er auch veröffentlichte. Zschimmers Laufbahn beeinflusste Rabenaus eigene spätere Berufswahl. Vor allem der Pietist Curt von Knobelsdorff beeindruckte Rabenau, was ihn bewog Pastor zu werden. Ab 1902 studierte Rabenau dann Evangelische Theologie an der Eberhard Karls Universität Tübingen, der Vereinigten Friedrichs-Universität Halle-Wittenberg und der Friedrich-Wilhelms-Universität zu Berlin unter anderem bei Theodor Haering und Adolf Schlatter (Tübingen), Karl Heim (Halle), Julius Kaftan und Adolf von Harnack (Berlin).
Durch die Freundschaft mit Heim blieb ein pietistischer Einfluss für Rabenau bestimmend. Er schloss sich der Deutschen Christlichen Studentenvereinigung (DCSV) an, der er auch nach Ende des Studiums verbunden blieb. Mit der späteren Glaubensbewegung Deutsche Christen hatte die DCSV zwar den Namen gemeinsam, wurde aber 1938 verboten.
Die pietistischen Einflüsse bereiteten Rabenau starke innere Konflikte in der Begegnung mit der historisch-kritischen Methode bei seinen Berliner Lehrern Harnack, Hermann Gunkel und Kaftan. Nach dem ersten theologischen Examen 1906 ging Rabenau als Candidatus an die von Bodelschwinghschen Stiftungen Bethel bei Bielefeld, wo er sich in die Krankenhausseelsorge einarbeitete. Nach einjährigem Wehrdienst in Sonderburg auf Alsen in den Jahren 1907/1908 wurde er Vikar in Cottbus. Nachdem Rabenau die Zweite theologische Prüfung abgelegt hatte, ordinierte ihn der für die Neumark und Niederlausitz zuständige Generalsuperintendent Hans Keßler (1856–1939) am 13. März 1910 in der Berliner St. Matthäikirche.

## Berufsleben

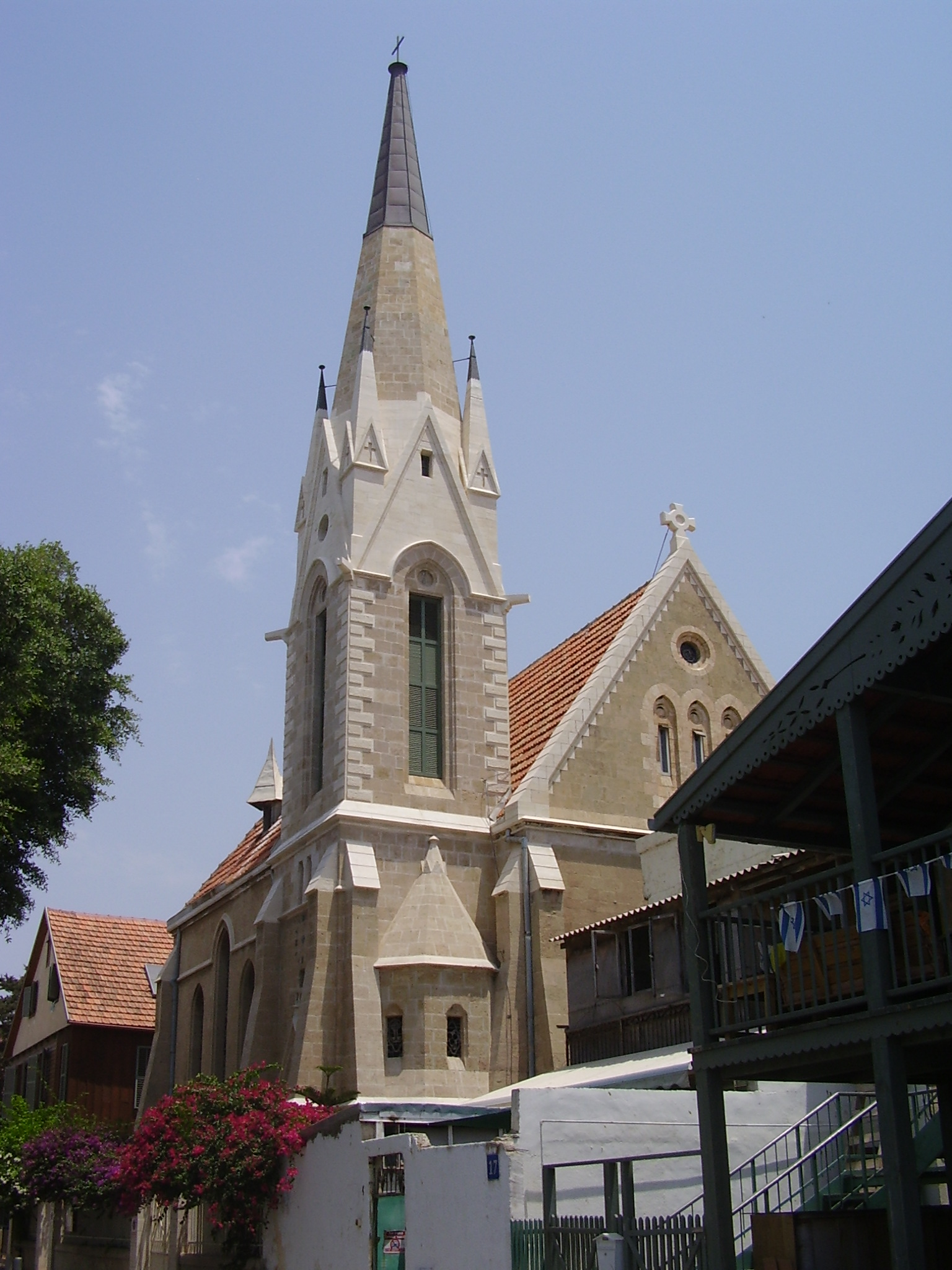
Immanuelkirche in Jaffa

Nach der Ordination trat Rabenau eine Stelle als Hilfsprediger in Finsterwalde an. Dort kümmerte sich Rabenau besonders um die Alkoholikerfürsorge (Blaues Kreuz), auf die er durch die Beschäftigung mit Knobelsdorff aufmerksam geworden war. 1912 heiratete er Elisabeth Riese, bevor beide ins osmanische Palästina gingen. Er trat die Nachfolge von Wilhelm Georg Albert Zeller als Pastor an der Immanuelkirche in Jaffa an, wobei die Stelle im Wesentlichen aus Spenden des Stuttgarter Lokalkomitees des Jerusalemsvereins um Hofprediger Friedrich Braun finanziert wurde.
Die evangelische Gemeinde Jaffa hatte sich 1889 konstituiert und ihre Mitglieder waren vor allem ehemalige Templer, ständig in Jaffa lebende protestantische Deutsche und Schweizer sowie in- und ausländische Proselyten, die der St.-Chrischona-Missionar Peter Martin Metzler ab 1858 bekehrt hatte. Gemeindevorsitzender war Johann Georg Kappus sen. (1826–1905), dem sein Sohn Johann Georg Kappus jun. (1855–1928) in diesem Amt folgte. Im Jahre 1906 war die Gemeinde als vollgültiges Mitglied in die Evangelische Landeskirche der älteren Provinzen Preußens (so der Name bis 1922) aufgenommen worden.
Nach Ausbruch des Ersten Weltkrieges schloss sich Rabenau im September 1914 den vielen jungen Männern seiner Gemeinde an, die den Dienst beim Deutschen Heer antraten, und meldete sich als Feldgeistlicher. Dies tat er entgegen dem Willen von Jerusalemsverein und Gemeinde, so dass der altpreußische Evangelische Oberkirchenrat (EOK) Rabenau zurückbeorderte und er ab Oktober wieder an der Immanuelkirche amtierte. Seine Familie war kurz vor dem britischen Einmarsch nach Deutschland geflohen.
Am 17. November 1917 eroberten britische Streitkräfte Jaffa und Rabenau wurde, wie die meisten Männer der Immanuelkirchgemeinde deutscher oder anderer Feindstaatsangehörigkeit, als feindlicher Ausländer in Wilhelma interniert. 1918 wurden die Internierten in ein Lager südlich von Gaza gebracht, während die übrigen Gemeindemitglieder in Jaffa strenger Polizeiaufsicht unterstellt wurden. Im August 1918 wurden die Internierten von Gaza nach Sidi Bishr und Helwan in der Nähe Alexandrias verlegt.
In ihrem dreijährigen ägyptischen Exil baute Rabenau eine enge Gemeinschaft der Internierten auf. Mit dem Friedensvertrag von Versailles, der am 10. Januar 1920 in Kraft trat, wurden die ägyptischen Lager aufgelöst und Rabenau wurde Koordinator der Lagerauflösung. Rabenau ging dann nach Deutschland, um seine Familie wiederzusehen, und im Juli 1920 verweigerte die Mandatsverwaltung ihnen die Rückkehr nach Jaffa.
Zunächst begann Rabenau als Lehrer an der höheren Schule und Seelsorger und Verwalter dreier Behindertenhäuser sowie des Krankenhauses in Bethel. Friedrich von Bodelschwingh der Ältere beeindruckte ihn nachhaltig, was er in zwei kleineren Schriften über den Leiter der Betheler Anstalten 1932 zum Ausdruck brachte. 1922 promovierte Rabenau an der Westfälischen Wilhelms-Universität zu Münster zum Dr. phil. mit seiner Dissertation über Geschichte und Wirken der Templer. Zudem legte Rabenau Examina als Studienreferendar und Studienassessor ab.

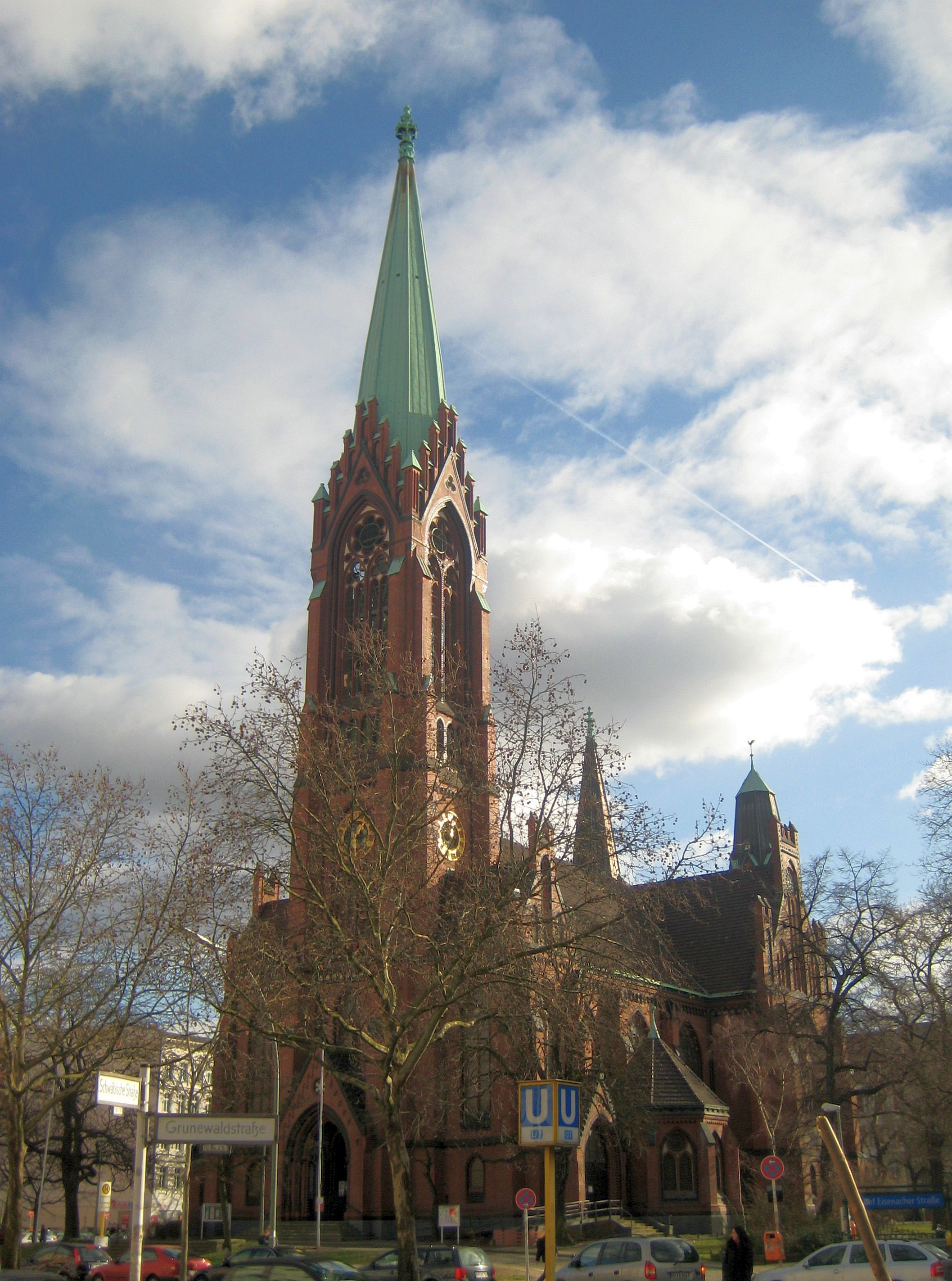
Apostel-Paulus-Kirche (Berlin-Schöneberg)

Die Evangelische Kirche der altpreußischen Union (EKapU, APU), wie sich seit 1922 die ehemalige Staatskirche nach der Trennung von Staat und Religion durch die Weimarer Verfassung von 1919 nun nannte, stellte Rabenau am 6. Mai 1923 als zweiten Pastor für die Apostel-Paulus-Kirche in Berlin-Schöneberg ein, wo er bis 1954 amtierte. Rabenau engagierte sich aber auch weiter für das evangelische Werk im Heiligen Land und bewarb sich um einen Sitz im Vorstand des Jerusalemsvereins, in den er 1924 auch gewählt wurde. In seiner Gemeinde pflegte er intensive persönliche Beziehungen zu den einzelnen Mitgliedern, unterstützt durch einen Gemeindehelferkreis.
In der Weltwirtschaftskrise nach 1929 baute Rabenau einen Erwerbslosen-Männerkreis auf, dem verschiedene andere Jugend-Gemeindekreise (Schülerbibelkreis, CVJM, Pfadfinder) folgten. Er lernte den von Pastor Georg Schulz geleiteten, lutherisch geprägten Pastorenverein Sydower Bruderschaft kennen und übernahm die Leitung eines Berliner Ortsringes. Neben seinem Seelsorgeamt kümmerte sich Rabenau von 1929 bis 1935 um die Öffentlichkeitsarbeit des Jerusalemsvereins.
Ab 1931 begann Rabenau – auch im Zusammenhang der Sydower Bruderschaft – sich mit völkischen Nationalisten auseinanderzusetzen. Bei den regulären altpreußischen Kirchenwahlen im November 1932 trat Rabenau mit seinen Zwölf Leitsätzen für die Arbeit der evangelischen Kirche in der Gegenwart Wilhelm Kubes Glaubensbewegung Deutsche Christen (DC) entgegen. Darin legte er ein klares Bekenntnis zu Jesus von Nazaret ab, der einziger Maßstab für Kirche und Christsein sei. „Die Gemeinde, so R.[abenau], werde notwendigerweise durch das Wort zu einer Tatgemeinschaft, in der umfassender Bruderdienst geübt werde.“ Rabenau wurde Mitglied der Jungreformatorischen Bewegung.

## In der Zeit des Kirchenkampfes
Am 24. Juni 1933 hob der preußische Kultusminister Bernhard Rust das Selbstbestimmungsrecht der altpreußischen Landeskirche auf und unterwarf sie dem Staatskommissar August Jäger. Zu diesem Anlass hielten Rabenau und weitere Pastoren „am 2. Juli 1933 statt eines vom EOK angeordneten Dankgottesdienstes einen Buß- und Bittgottesdienst und unterzeichneten einige Tage später einen Protestbrief gegen Jäger“. Adolf Hitler oktroyierte allen Landeskirchen in Deutschland eine kirchenordnungswidrige Neuwahl der Ältesten (bzw. Presbyter) und Synodalen für den 23. Juli 1933.
Rabenau schloss sich der neuen Kirchenpartei Evangelische Kirche an, die sich für die Kirchenwahlen als Opposition gegen die DC zwangsweise zusammengefunden hatte. Noch kurz vor der Wahl verfügte die Gestapo eine Namensänderung der Kirchenpartei, die sich daraufhin Evangelium und Kirche nannte, und beschlagnahmte alle unter dem verbotenen Logo gedruckten Wahlunterlagen und Plakate sowie die Druckerei, die die Gruppe genutzt hatte, um einen Neudruck zu unterbinden.
Die massive, von Staat und NSDAP propagandistisch geschürte Mobilisierung protestantischer Nazis, die meist schon seit Jahren keine Gottesdienste mehr besucht, geschweige denn an Kirchenwahlen teilgenommen hatten, bewirkte eine außerordentlich hohe Wahlbeteiligung mit der Folge, dass Deutsche Christen – von wenigen Ausnahmen abgesehen – im Schnitt 70–80 % der Presbyter und Synodalen stellten. Auch Rabenau erlitt eine herbe Niederlage, hatte im November 1932 nur eine Minderheit seiner Gemeindemitglieder von 33,3 % für Deutsche Christen gestimmt, so gewannen diese im Juli 1933 60 % der Stimmen und damit die Mehrheit im Gemeindekirchenrat der Apostel-Paulus-Gemeinde.
In der Formationsphase des kirchlichen Widerstands begründete Rabenau den Pfarrernotbund und die Bekennende Kirche (BK) mit. Er beteiligte sich an den Reichsbekenntnissynoden in Barmen (Mai 1934), Berlin-Dahlem (Oktober 1934), Augsburg (1935) und Bad Oeynhausen (1936). In den Leitungsgremien, die die BK parallel zu deutschchristlich dominierten Organen der zerstörten Landeskirchen aufbaute, bekleidete Rabenau Posten im Provinzialbruderrat für Berlin und im altpreußischen Bruderrat und war Synodaler auf den provinzialen Berliner und altpreußischen Bekenntnissynoden.
Wegen seiner kritischen Haltung wurde Rabenau im November 1933 zweimal für kurze Zeit vom Amt suspendiert und durch einen DC-Hilfsprediger vertreten. Dieser wechselte Ende 1934 jedoch selbst zur BK, wie auch einer der beiden anderen Gemeindepastoren. Rabenau konnte schließlich die Apostel-Paulus-Gemeinde gewinnen. Viele DC-Vertreter hatten sich in Streitigkeiten innerhalb ihrer Bewegung und mit der BK ermüdet und verschlissen und frustriert aus der Gremienarbeit zurückgezogen. 1939 schließlich bekannte sich die Apostel-Paulus-Gemeinde zur BK und schloss sich dem von Superintendent Martin Albertz initiierten Bund der Notgemeinden an, den Rabenau für einige Zeit leitete.
Im Februar 1935 gab Rabenau die Öffentlichkeitsarbeit des Jerusalemsvereins ab, wegen der Zensur der kirchlichen und anderen Medien konnte er sowieso nicht mehr berichten, was er wollte. Rabenau wollte den Kirchenkampf auf die politische Ebene tragen. Zu diesem Zweck gründete er den Arbeitskreis gebildeter Laien, an dem sich unter anderem Rudolf Smend, Oskar Hammelsbeck, Geheimrat Heinrich Quaatz und Else Meyer-Waldeck beteiligten. Auch verschiedene Briefe Rabenaus an Reichspräsident Paul von Hindenburg, an Hitler und an den verwandten General Friedrich von Rabenau zielten darauf ab und blieben bei General von Rabenau nicht ohne Wirkung.
Rabenau wandte sich gegen die konfessionelle Polarisierung zwischen Lutheranern, Reformierten und Unierten in der BK, die die Kräfte nur schwächen konnte.
Nachdem die Nazis die olympische Schonzeit beendet hatten, weiteten sie 1937 ihre Verfolgungen in Deutschland wieder aus. Am 23. Juni 1937 verhaftete die Gestapo Rabenau und sieben weitere Mitglieder des Reichsbruderrates aus einer Tagung in der Berliner Friedrichswerderschen Kirche heraus. Nach Verhören und kurzer Haft kam Rabenau wieder frei. Im September 1938 hielt Rabenau – wie von der zweiten Vorläufigen Kirchenleitung der BK angesichts der Kriegsgefahr empfohlen – einen Liturgie-Gottesdienst in der Apostel-Paulus-Kirche, woraufhin er von der offiziellen zerstörten Kirchenleitung suspendiert und sein Gehalt gesperrt wurde. Sein Salär bestritt von nun an die BK aus Kollekten und Beiträgen.
In der BK übernahm Rabenau das Amt für Gemeindeaufbau und die Leitung der katechetischen Ausbildungskurse. Er unterstützte die beim Büro Grüber angesiedelte ökumenische Familienschule für so genannte „nichtarische“ christliche Kinder in der Oranienburger Straße 20/21, Berlin. Rabenau bot seine Wohnung untergetauchten Juden und Christen als Versteck an, die wegen ihrer jüdischen Vorfahren von Deportation bedroht waren. 1942 nahm er für eine Zeit die fünfjährige Rahel Renate Wolf in seine Familie auf, deren Mutter als Jüdin im KZ Sachsenhausen inhaftiert war. Andere – nicht untergetauchte – Protestanten, denen wegen ihrer jüdischen Vorfahren die Deportation bevorstand, half Rabenau zu Seelsorgern auszubilden, in der – bei heutiger Kenntnis unglaublichen – Hoffnung, sie möchten und könnten am Ort ihrer Verschleppung noch entsprechend tätig werden.
Nachdem Juden und „Judenchristen“ ab 1. September 1941 den Gelben Stern tragen mussten, waren sie als Kirchgänger am Stern leicht auszumachen. Am 22. Dezember 1941 rief die zerstörte Deutsche Evangelische Kirche (DEK) die Kirchen dazu auf, geeignete Maßnahmen zu treffen, Sternträger von allen kirchlichen Veranstaltungen auszuschließen. Das war mit Rabenau nicht zu machen, so dass Sternträger in der Apostel-Paulus-Kirche willkommen blieben. Rabenau bemühte sich während des sich verschärfenden Krieges Gemeinde- und Seelsorgearbeit aufrechtzuerhalten.

## Nach Ende des NS-Regimes
Nach dem Krieg setzte sich Rabenau für die Wiederherstellung der deutschchristlich und buchstäblich zerstörten Kirche ein. Im Jerusalemsverein übernahm Rabenau ab 1945 den stellvertretenden Vorsitz.
Er wünschte vor allem Erbe und Sache der BK zu wahren, welchem Anliegen er intensive, teils literarische Versuche widmete. Die konfessionelle Frage, die ihn schon in der BK beschäftigte und Ende der 1940er Jahre auch in der Verselbständigung der altpreußischen Kirchenprovinzen zu eigenen Landeskirchen Ausdruck fand, erschien ihm zu überbetont. Das führte zu Auseinandersetzungen Rabenaus unter anderem mit dem Reformierten Martin Albertz und dem Lutheraner Hans Asmussen.
In der 1945 de facto und 1948 de jure verselbständigten Evangelischen Kirche in Berlin-Brandenburg und der 1945 neu gegründeten Evangelischen Kirche in Deutschland übernahm Rabenau keine besonderen Ämter mehr. Er unterrichtete aber als Dozent für Praktische Theologie (Gemeindeaufbau) an der Kirchlichen Hochschule Berlin-Zehlendorf, wobei er sein Verständnis der christlichen Gemeinde entfaltete und vertiefte.
Am 1. Juli 1954 trat Rabenau in den Ruhestand, übernahm aber weiterhin Predigtdienste und Unterrichtsvertretungen und führte die begonnene Krankenhausseelsorge fort. 1955 übernahm er die Redaktion der neuen Zeitschrift des Jerusalemsvereins, Im Lande der Bibel. Als Vorsitzender im Erziehungsausschuss im Bezirk Schöneberg unterstützte er den Jerusalemsverein beim Neuaufbau der Schule Talitha Kumi in Bethlehem und förderte die Ausbildung arabischer Lehrer. Am 5. Oktober 1959 erlag Rabenau in Berlin einem Herzinfarkt. Er wurde auf dem Gemeindefriedhof Alt-Schöneberg begraben (Feld EN-5-3).
Der Kern des theologischen Denkens und Handelns Rabenaus gründete auf seinen seelsorgerlichen und existenziellen Erfahrungen während seiner Zeit in Jaffa und Bethel. Rabenau beantwortete die „Fragen von Gemeindeaufbau und Gemeinschaft theologisch, durch seine Praxis im Pfarramt und seinen Kampf gegen Deutsche Christen und Nationalsozialismus im Rahmen des konsequenten Flügels der Bekennenden Kirche in Berlin“. Damit gehörte er zu den so genannten Dahlemiten.

## Ehe und Familie
In seiner Zeit in Finsterwalde verlobte sich Rabenau mit Elisabeth Riese (1892–1972), einer Pastorentochter aus Cottbus. Beide heirateten am 19. März 1912, bevor sie ins Heilige Land zogen. Dort gebar Elisabeth von Rabenau ihr erster Sohn Reinhart Paul Johannes Rupprecht (* 1913 in Jaffa; im Zweiten Weltkrieg Leutnant der Reserve und Assessor beim Kriegsgericht). 1914 floh sie mit Reinhart nach Deutschland, um dort das Kriegsende abzuwarten. Schon ihr zweiter Sohn, der spätere Marineoffizier und Kampfflieger der Luftwaffe Hellmut Siegfried Eitel-Friedrich (1915–1943), wurde in Cottbus geboren. 1920 kam auch Rabenau zurück nach Deutschland. In Bethel und Berlin bekamen sie vier weitere Kinder. Ihre Söhne Konrad von Rabenau und Eckhard Werner Götz von Rabenau (1926–2015) waren ebenfalls Theologen.

## Schriftenverzeichnis
als Autor
- Bodelschwingh als Erzieher Verlagshandlung der Anstalt Bethel. Bethel o. J. [1924].
- mit Gerhard Peters und Heinrich Roterberg: Wegweiser durch die Apostel Paulus-Gemeinde in Berlin-Schöneberg. o. V., Berlin o. J. [um 1928]
- Unser Gottesdienst. o. V., Diesdorf 1931.
- Bodelschwingh und die Gegenwart. Verlagshandlung der Anstalt Bethel, Bethel 1932, (Sonderdrucke des Monatsblattes Beth-El; Heft 10).
- Die Gemeindekörperschaften (Handreichung des Bruderrates Berlin-Brandenburg), o. V., Berlin o. J. [1934].
- Die Sammlung und Pflege der Bekennenden Gemeinde. o. V., Berlin o. J. [1936].
- Die Bekenntnissynoden. Eine grundsätzliche Besinnung über das Wesen und die Bedeutung der Bekenntnissynoden. o. V., o. O. o. J. [o. V., Berlin 1936].
- Bibelkreisarbeit. o. V., Wuppertal o. J. [1938].
- Die Gemeinde (Apg 2 LUT). o. V., o. O. [Berlin] 1946.
- Die Gemeinde. Eine biblische und kirchengeschichtliche Untersuchung als Grundlage für die Reformation unserer verweltlichten Volkskirche. Verlag Haus und Schule, Berlin 1948.
- Das „Untertansein“ – Von der Buße der Kirche. Berlin 1948.
- Einheit der Schule – und Einheitsschule. Berlin o. J. [1949].
- Gemeinde im Werden. Geschichte der Apostel-Paulus-Gemeinde von 1923 bis 1948. Heinz Kirchner (Hrsg.): Evangelische Verlagsanstalt [und Selbstverlag der Herausgeber in Kommission], Berlin 1954.
- Die Kirche im Kampf um den Weg des deutschen Volkes. Das Mensch- und Brudersein. [Selbstverlag], Berlin 1955.
- Die Familie, Krankheit und Heilung. Berlin 1957.
- Aufruf zum Gebet. Berlin 1959.

als Herausgeber:
- Das Werden der Gemeinde. Bekenntnissynode Berlin-Brandenburg zu Dahlem am 4. Dezember 1935. o. V., Berlin 1935.
- Eduard Lindenmeyer: Warum Bekennende Kirche heute? o. V., Wuppertal-Wichlingshausen o. J. [1935].
- «Paulus». Gemeindeblatt der Apostel-Paulus-Kirche Berlin-Schöneberg. 1949–1956.
- mit Bernhard Karnatz (Hrsg.), Palästina und wir: Festschrift zum hundertjährigen Bestehen des Jerusalemsvereins. Christlicher Zeitschriftenverlag, Berlin 1952.
- Im Lande der Bibel. Neue Folge der Neuesten Nachrichten aus dem Morgenland. 1955–1959.